# Hafiz Umar Ibrahim
Hafiz Umar Ibrahim, né le 20 décembre 2005 à Kano au Nigeria, est un footballeur nigérian qui évolue au poste d'attaquant au Stade de Reims.

## Biographie
Ibrahim commence sa carrière de footballeur au sein du club amateur d'Ojodu City, dans l'État de Lagos. En février 2024, il se distingue en terminant meilleur buteur du Tournoi de Viareggio, inscrivant 10 buts et aidant son équipe à atteindre les demi-finales,.
À l'été 2024, Ibrahim effectue un essai avec le club anglais de Chelsea, où il marque un triplé lors de son dernier match avec les moins de 19 ans. Cependant, le transfert ne se concrétise pas en raison de désaccords financiers entre les deux clubs.

### Stade de Reims (depuis 2024)
Le 31 août 2024, il signe un contrat de quatre ans avec le Stade de Reims, rejoignant initialement l'équipe réserve évoluant en National 3. Il y réalise des débuts prometteurs en marquant 9 buts autant de matchs.
Ibrahim fait ses débuts avec l'équipe première le 22 décembre 2024 lors d'une victoire 3-1 en coupe de France contre l'AS Mutzig. Il dispute son premier match de Ligue 1 le 21 février 2025 face au Stade Rennais, où il est expulsé en fin de rencontre après avoir reçu deux cartons jaunes. Le 2 avril 2025, il est titularisé pour la première fois en coupe lors de la demi-finale contre l'AS Cannes, marquant un but et délivrant une passe décisive pour une victoire deux buts à un. 
Le 11 août 2025, Ibrahim inscrit son premier but en championnat à l’occasion de la première journée de Ligue 2 face au Amiens SC.

## Statistiques
| Saison                | Club                  | Championnat           | Championnat | Championnat | Championnat | Coupe(s) nationale(s) | Coupe(s) nationale(s) | Coupe(s) nationale(s) | Total | Total | Total |
| Saison                | Club                  | Division              | M.          | B.          | P.d.        | M.                    | B.                    | P.d.                  | M.    | B.    | P.d.  |
| 2024-2025             | Stade de Reims rés.   | National 3            | 9           | 9           | 0           | -                     | -                     | -                     | 9     | 9     | 0     |
| 2024-2025             | Stade de Reims        | Ligue 1               | 10          | 0           | 1           | 2                     | 1                     | 1                     | 12    | 1     | 2     |
| 2025-2026             | Stade de Reims        | Ligue 2               | 1           | 1           | 0           | 0                     | 0                     | 0                     | 1     | 1     | 0     |
| Total sur la carrière | Total sur la carrière | Total sur la carrière | 20          | 10          | 1           | 2                     | 1                     | 1                     | 22    | 11    | 2     |

## Palmarès
Stade de Reims
- Coupe de France
  - Finaliste en 2025